# ニコロ・カンビアーギ
ニコロ・カンビアーギ（Nicolò Cambiaghi, 2000年12月28日 - ）は、イタリア・モンツァ出身のサッカー選手。ボローニャFC所属。ポジションはフォワード。

## 経歴

### クラブ
2009年にアタランタの下部組織に加わり、2018-19シーズンと2019-20シーズンにはロベルト・ピッコリやカレブ・オコリらと共に2年連続でカンピオナート・プリマヴェーラ1のタイトルを獲得した。
2020年8月19日、セリエBに昇格したレッジャーナに1年間のレンタル移籍で加入した。9月27日に行われた開幕節のピーサとの試合で後半34分からシモーネ・マッゾッキに代わって出場しプロデビューを果たした。
2021年7月15日、セリエBのポルデノーネに1年間のレンタル移籍で加入した。10月3日の第7節ヴィチェンツァ戦でセリエBでの初得点を挙げると、シーズンを通してリーグ戦36試合に出場し7得点を記録。クラブは最下位の20位でシーズンを終えたが、自身はレーガBの企画したセリエBの23歳以下のイタリア人年間ベスト11に選出された。
2022年8月4日、セリエAのエンポリに1年間のレンタル移籍で加入した。8月14日の開幕節のスペツィア戦で後半9分からリアム・ヘンダーソンに代わってピッチに入りセリエAにデビューした。2022-23シーズン終了後、レンタル期間をさらに1シーズン延長することが発表された。
2024年7月12日、ボローニャFCに移籍した。

### 代表
2022年3月18日にU-21イタリア代表に初招集され
、29日にスタディオ・ネレオ・ロッコで行われたUEFA U-21欧州選手権2023予選のU-21ボスニア・ヘルツェゴビナ代表との試合で後半42分からエマヌエル・ヴィニャートに代わって出場しデビューを果たした。6月14日にスタディオ・チーノ・エ・リッロ・デル・ドゥーカで行われた同じく予選のU-21アイルランド代表との試合で前半35分に初得点を決めた。

## タイトル
アタランタ
- カンピオナート・プリマヴェーラ1：2018-19, 2019-20